# 파워북 G3

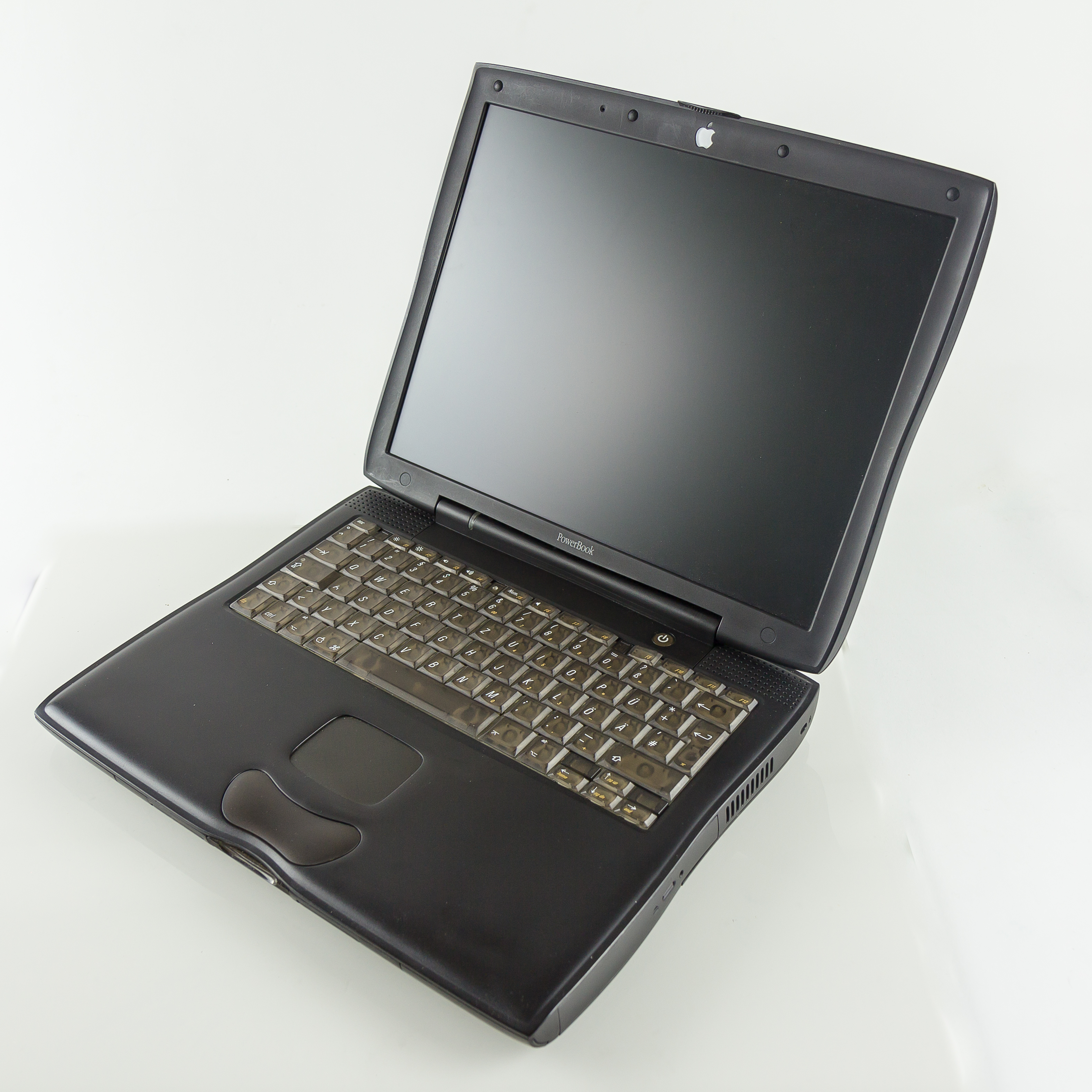
피스모 파워북

파워북 G3(PowerBook G3)는 1997년부터 2001년까지 애플 컴퓨터가 설계, 제조, 판매한 노트북 매킨토시 개인용 컴퓨터 시리즈이다. 파워PC G3(PPC740/750) 시리즈 마이크로프로세서를 사용한 최초의 노트북이었으며 가장 빠른 노트북으로 판매되었다. 전체 생산 과정에서 세계 최고의 노트북이다. 파워북 G3는 파워북 G4로 계승되었다.
G3는 애플 최초의 검은색 노트북이었고, 2006년에 검은색 맥북이 뒤를 이었다. 이전 파워북은 짙은 회색이었다.
월스트리트, 롬바드 및 피스모 모델은 액세스 가능한 드라이브 및 메모리뿐만 아니라 CPU 부속 카드가 로직 보드에서 분리 가능하다는 점에서 쉽게 업그레이드할 수 있다는 점에서 호평을 받았다.